# Lutunasobasoba
Lutunasobasoba je bio predak fidžijskog plemstva, a spomenut je u drevnim legendama kao poglavar koji je došao na Fidži. U antropologiji, Lutunasobasoba je viđen kao plod mašte kršćanskih misionara koji su htjeli stvoriti priču bogatiju čudesnim događajima nego što je bila izvorna.

## Obitelj
Roditelji poglavice Lutunasobasobe bili su Tura i Ranadi.
Lutunasobasoba i njegova supruga Miranalesakula dobili su sina Naosaru.